# Hity numer jeden Listy Przebojów Programu Trzeciego w roku 1982
24 kwietnia 1982 miała miejsce pierwsza audycja Listy Przebojów Programu Trzeciego Polskiego Radia, która porządkuje co tydzień popularność utworów według zgłoszeń słuchaczy. W 1982 roku na pierwszym miejscu notowania najczęściej plasował się utwór Autobiografia zespołu Perfect. Spośród utworów zagranicznych w statystykach tych tryumfuje When the Smoke Is Going Down grupy Scorpions.

## Lista utworów
| Nr notowania | Data            | Piosenka                                  | Wykonawca           |
| ------------ | --------------- | ----------------------------------------- | ------------------- |
| 1            | 24 kwietnia     | "I'll Find My Way Home"                   | Jon & Vangelis      |
| 2            | 1 maja          | "O! Nie Rób Tyle Hałasu"                  | Maanam              |
| 3            | 8 maja          | "51"                                      | TSA                 |
| 4            | 15 maja         | "51"                                      | TSA                 |
| 5            | 22 maja         | "51"                                      | TSA                 |
| 6            | 29 maja         | "When the Smoke Is Going Down"            | Scorpions           |
| 7            | 5 czerwca       | "When the Smoke Is Going Down"            | Scorpions           |
| 8            | 12 czerwca      | "When the Smoke Is Going Down"            | Scorpions           |
| 9            | 19 czerwca      | "Paranoja Jest Goła"                      | Maanam              |
| 10           | 26 czerwca      | "When The Smoke Is Going Down"            | Scorpions           |
| 11           | 3 lipca         | "Kombinat"                                | Republika           |
| 12           | 10 lipca        | "Espana Forever"                          | Maanam              |
| 13           | 17 lipca        | "Abracadabra"                             | Steve Miller Band   |
| 14           | 24 lipca        | "Abracadabra"                             | Steve Miller Band   |
| 15           | 31 lipca        | "Karmazynowa Noc"                         | Izabela Trojanowska |
| 16           | 7 sierpnia      | "Las Palabras De Amor"                    | Queen               |
| 17           | 14 sierpnia     | "Five Miles Out"                          | Mike Oldfield       |
| 18           | 21 sierpnia     | "Five Miles Out"                          | Mike Oldfield       |
| 19           | 28 sierpnia     | "Dorosłe Dzieci"                          | Turbo               |
| 20           | 4 września      | "W Domach z Betonu Nie Ma Wolnej Miłości" | Martyna Jakubowicz  |
| 21           | 18 września     | "W Domach z Betonu Nie Ma Wolnej Miłości" | Martyna Jakubowicz  |
| 22           | 18 września     | "W Domach z Betonu Nie Ma Wolnej Miłości" | Martyna Jakubowicz  |
| 23           | 25 września     | "Autobiografia"                           | Perfect             |
| 24           | 2 października  | "Autobiografia"                           | Perfect             |
| 25           | 9 października  | "Autobiografia"                           | Perfect             |
| 26           | 16 października | "Autobiografia"                           | Perfect             |
| 27           | 23 października | "Autobiografia"                           | Perfect             |
| 28           | 30 października | "Sexy Doll"                               | Republika           |
| 29           | 6 listopada     | "Autobiografia"                           | Perfect             |
| 30           | 13 listopada    | "Autobiografia"                           | Perfect             |
| 31           | 20 listopada    | "Telefony"                                | Republika           |
| 32           | 27 listopada    | "Telefony"                                | Republika           |
| 33           | 4 grudnia       | "Telefony"                                | Republika           |
| 34           | 11 grudnia      | "Jolka, Jolka Pamiętasz"                  | Budka Suflera       |
| 35           | 18 grudnia      | "Heartbreaker"                            | Dionne Warwick      |